# بيتر جوزيف فان بينيدن
بيير جوزيف فان بيندن هو عالِم بلجيكي وُلد في 19 كانون الأول/ديسمبر 1809 وتُوفي في 8 كانون الثاني/يناير 1894. ركَّز في عمله على علم الحيوان وعلم الأحياء القديمة (الحفريات).

## الحياة
ولد في ميكلين ببلجيكا ثم درس الطب في جامعة لوفين كما درس علم الحيوان في باريس تحت إشراف جورج كوفييه (1769-1832). في عام 1831 أصبح أمين متحف التاريخ الطبيعي في لوفان، ومن عام 1836 حتى عام 1894 شغل منصب أستاذ علم الحيوان في الجامعة الكاثوليكية في لوفان. في عام 1842 أصبح عضوا في أكاديمية العلوم البلجيكية وأصبح رئيسا لها في عام 1881. ثم في عام 1875 أصبح عضوا في الجمعية الملكية قبل أن ينال الزمالة الفخرية عام 1884 في الجمعية الملكية في إدنبرة.
في عام 1843 أسس مختبر البحريات وأحواض السمك يُعد من بين أول المختبرات في العالم. وهو والد العالِم الأحيائي الآخر إدوارد فان بينيدن (1846-1910). تُوفي بيير جوزيف فان ببنيدن في لوفان ببلجيكا.

## البحث العلمي
تخصَّص فان بينيدن في مجال علم الطفيليات، واشتهر بفضل دراساته المعمقة حول الديدان الطفيلية ووتاريخها وكيف تطورت. في عام 1858، قدَّم أطروحة حول هذا الموضوع ففاز بجائزة سباق الجائزة الكبرى للعلوم من معهد فرنسا، وقد نُشرت مجموعة من مقالاته في المجلة العلمية الدولية خاصة عام 1875 ثم تم في وقت لاحق ترجمة مجموعة من أعماله إلى اللغتين الإنجليزية والألمانية. اشتهر أيضا بفضل بحوثه الكثيرة في علم الأحياء البحرية، ثم في عام 1843 أنشأ مختبر حوض أسماك بحري في أوستند. نشر رفقة عالم الحيوان الفرنسي بول جيرفيه (1816-1879) ورقة بحثية هامة حول عيش وظروف انقراض الحيتانيات. هذا وتجدر الإشارة إلى أن اهتمامه بهذا الموضوع بدأ بعدما كان قد درس تاريخ الحفريات القديمة في أنتويرب.

## إنجازات أخرى
حضر فان بينيدن الاحتفال بالذكرى المئوية الثالثة لجامعة إدنبرة وتم تكريمه بجائزة فخرية هناك باعتباره رائدا في علم الأحياء. يُعد فان من بين أوائل الأعضاء الأجانب في الجمعية الملكية وكذلك في جمعية علم الحيوان في لندن. شغل منصب رئيس الاتحاد الملكي البلجيكي في عام 1881 ثم نال وسام ليوبولد برتبة ضابط بمناسبة اختياره كأستاذ شرفي جامعي. انتُخب كعضو في الأكاديمية الأمريكية للفنون والعلوم عام 1886. كما حصل على عضوية في الأكاديمية الملكية الهولندية للفنون والعلوم عام 1859. توفي في لوفان عن عمر ناهز الـ 84 عاما.

## روابط خارجية
- بيتر جوزيف فان بينيدن على موقع الموسوعة البريطانية (الإنجليزية)